# Рейтингове агентство
Ре́йтингове аге́нтство, або агентство кредитних рейтингів (англ. CRA) — компанія, яка присвоює кредитні рейтинги емітентам різних видів боргових зобов'язань.

## Діяльність
У більшості випадків кредитні рейтинги присвоюються, емітентам компаніям, державам, муніципалітетам, що проводять розміщення боргових цінних паперів (облігацій, векселів, інше). Як правило рейтинги надаються як самому емітенту, так і борговому цінному паперу.
Кредитний рейтинг емітента враховує кредитоспроможність емітента (тобто його здатність погашати борги). Також встановлюється рейтинг рівня та ймовірності повернення інвестицій у разі дефолту емітента. Так звані «постдефолтні» рейтинги. Для оцінки кредитоспроможності емітента рейтингові агентства використовують різні методи аналізу. Для градації рівнів ризиків банкрутства емітента кожне рейтингове агентство має власну шкалу рейтингів. Сьогодні у світі найвпливовішими рейтинговими агентствами вважаються: Fitch, Moody's та Standard & Poor's.
| S&P         | S&P           | Fitch       | Fitch         | Moody’s     | Moody’s       | Узагальнене значення | Тип                                     | Тип                                     |
| Довго-терм. | Коротко-терм. | Довго-терм. | Коротко-терм. | Довго-терм. | Коротко-терм. | Узагальнене значення | Тип                                     | Тип                                     |
| AAA         | A-1+          | AAA         | F1            | Aaa         | P-1           | Емітент володіє виключно високими можливостями з виплати відсотків за борговими зобов'язаннями та самих боргів.                                              | Інвестиційні рейтинги (обмежені ризики) | Інвестиційні рейтинги (обмежені ризики) |
| AA+         | A-1+          | AA+         | F2            | Aa1         | P-1           | Емітент володіє надзвичайно високими можливостями з виплати відсотків за борговими зобов'язаннями та самих боргів.                                           | Інвестиційні рейтинги (обмежені ризики) | Інвестиційні рейтинги (обмежені ризики) |
| AA          | A-1+          | AA          | F2            | Aa2         | P-1           | Емітент володіє надзвичайно високими можливостями з виплати відсотків за борговими зобов'язаннями та самих боргів.                                           | Інвестиційні рейтинги (обмежені ризики) | Інвестиційні рейтинги (обмежені ризики) |
| AA-         | A-1+          | AA-         | F2            | Aa3         | P-1           | Емітент володіє надзвичайно високими можливостями з виплати відсотків за борговими зобов'язаннями та самих боргів.                                           | Інвестиційні рейтинги (обмежені ризики) | Інвестиційні рейтинги (обмежені ризики) |
| A+          | A-1           | A+          | F3            | A1          | P-1           | Можливості емітента з виплати відсотків та боргів оцінюються високо, однак залежать від економічної ситуації.                                                | Інвестиційні рейтинги (обмежені ризики) | Інвестиційні рейтинги (обмежені ризики) |
| A           | A-1           | A           | F3            | A2          | P-1           | Можливості емітента з виплати відсотків та боргів оцінюються високо, однак залежать від економічної ситуації.                                                | Інвестиційні рейтинги (обмежені ризики) | Інвестиційні рейтинги (обмежені ризики) |
| A-          | A-2           | A-          | F3            | A3          | P-2           | Можливості емітента з виплати відсотків та боргів оцінюються високо, однак залежать від економічної ситуації.                                                | Інвестиційні рейтинги (обмежені ризики) | Інвестиційні рейтинги (обмежені ризики) |
| BBB+        | A-2           | BBB+        | F3            | Baa1        | P-2           | Платоспроможність емітента вважається задовільною. | Інвестиційні рейтинги (обмежені ризики) | Інвестиційні рейтинги (обмежені ризики) |
| BBB         | A-3           | BBB         | B             | Baa2        | P-3           | Платоспроможність емітента вважається задовільною. | Інвестиційні рейтинги (обмежені ризики) | Інвестиційні рейтинги (обмежені ризики) |
| BBB-        | A-3           | BBB-        | B             | Baa3        | P-3           | Платоспроможність емітента вважається задовільною. | Інвестиційні рейтинги (обмежені ризики) | Інвестиційні рейтинги (обмежені ризики) |
| BB+         | B             | BB+         | B             | Ba1         | NP            | Емітент платоспроможний, але несприятливі економічні умови можуть негативно вплинути на можливості виплат.                                                   | Спекулятивні рейтинги (існують ризики)  | Спекулятивні рейтинги (існують ризики)  |
| BB          | B             | BB          | B             | Ba2         | NP            | Емітент платоспроможний, але несприятливі економічні умови можуть негативно вплинути на можливості виплат.                                                   | Спекулятивні рейтинги (існують ризики)  | Спекулятивні рейтинги (існують ризики)  |
| BB-         | B             | BB-         | B             | Ba3         | NP            | Емітент платоспроможний, але несприятливі економічні умови можуть негативно вплинути на можливості виплат.                                                   | Спекулятивні рейтинги (існують ризики)  | Спекулятивні рейтинги (існують ризики)  |
| B+          | B             | B+          | B             | B1          | NP            | Емітент платоспроможний, але несприятливі економічні умови найімовірніше негативно вплинуть на його можливості та готовність здійснювати виплати за боргами. | Спекулятивні рейтинги (існують ризики)  | Спекулятивні рейтинги (існують ризики)  |
| B           | B             | B▲          | B             | B2          | NP            | Емітент платоспроможний, але несприятливі економічні умови найімовірніше негативно вплинуть на його можливості та готовність здійснювати виплати за боргами. | Спекулятивні рейтинги (існують ризики)  | Спекулятивні рейтинги (існують ризики)  |
| B-          | B             | B-          | B             | B3          | NP            | Емітент платоспроможний, але несприятливі економічні умови найімовірніше негативно вплинуть на його можливості та готовність здійснювати виплати за боргами. | Спекулятивні рейтинги (існують ризики)  | Спекулятивні рейтинги (існують ризики)  |
| CCC+        | C             | CCC+        | C             | Caa1        | NP            | Емітент зазнає труднощів з виплатами за борговими зобов'язаннями та його можливості залежать від сприятливих економічних умов.                               | Т.зв. «сміття» (високі ризики)          |                                         |
| CCC         | C             | CCC ▬       | C             | Caa2        | NP            | Емітент зазнає труднощів з виплатами за борговими зобов'язаннями та його можливості залежать від сприятливих економічних умов.                               | Т.зв. «сміття» (високі ризики)          |                                         |
| CCC         | C             | CCC-        | C             | Caa2        | NP            | Емітент зазнає труднощів з виплатами за борговими зобов'язаннями та його можливості залежать від сприятливих економічних умов.                               | Т.зв. «сміття» (високі ризики)          |                                         |
| CCC         | C             | CC          | C             | Caa2        | NP            | Емітент зазнає труднощів з виплатами за борговими зобов'язаннями та його можливості залежать від сприятливих економічних умов.                               | Т.зв. «сміття» (високі ризики)          |                                         |
| CCC-        | C             | C           | C             | Caa3        | NP            | Зазвичай неплатоспроможні компанії | Т.зв. «сміття» (високі ризики)          |                                         |
| CC          | C             | RD          | D             | Ca          | NP            | Частковий дефолт. | Т.зв. «сміття» (високі ризики)          |                                         |
| C           | C             | D           | D             | C           | NP            | Дефолт. Банкрутство. | Т.зв. «сміття» (високі ризики)          |                                         |
| SD          | D             | D           | D             | C           | NP            | Дефолт. Банкрутство. | Т.зв. «сміття» (високі ризики)          |                                         |
| D           | D             | D           | D             | C           | NP            | Дефолт. Банкрутство. | Т.зв. «сміття» (високі ризики)          |                                         |

У вересні 2009 року Європарламент ухвалив Положення № 1060/2009 «Про кредитно-рейтингові агентства» , що визначає єдині для всього Європейського Союзу принципи регулювання діяльності таких агентств. Згідно з Положенням, до вересня 2009 року всі агентства, що здійснюють діяльність з присвоєння кредитних рейтингів у країнах Євросоюзу, повинні пройти спеціальну процедуру реєстрації. Крім того, у Положенні вперше дано чітке визначення кредитних рейтингів і встановлено, що агентства, які не відповідають вимогам і не пройшли реєстрацію не зможуть займатися діяльністю з присвоєння кредитних рейтингів.
Положення № 1060/2009 визначило кредитні рейтинги як думку рейтингового агентства про кредитоспроможність об'єкту рейтингування загалом та/чи відносно його окремого боргового зобов'язання чи іншого фінансового інструменту, що виражено у вигляді оцінки за шкалою кредитних рейтингів.
- Не підпадають під визначення кредитних рейтингів оцінки, що присвоєні виключно з використанням моделей кредитних балів, кредитного скорінгу та інших подібних систем.
- Присвоєння кредитних рейтингів на основі публічної інформації можливе лише у разі, якщо регуляторний режим розкриття інформації дозволяє отримати з публічних джерел даних всю необхідну інформацію (можливо для найбільш інформаційно прозорих економік, наприклад, країн Скандинавії).

Виходячи з вищезазначеного, у даному дослідженні кредитними рейтингами можна вважати тільки індивідуальні оцінки кредитоспроможності, що виконані на договірній основі (контактні рейтинги). До інших рейтингових оцінок віднесено усі види рейтингів, що присвоєні за публічною інформацією, а також рейтинги, які не пов'язані виключно з оцінкою кредитоспроможності.

## Критика
Цінність оцінок та рейтингів агентств сильно похитнулась, після кризи 2008—2009 років, коли за місяць перед дефолтом банку Лехман Бразерс, одне з провідних рейтингових агентств присвоїло даному банку найвищий рейтинг надійності.
Останнім часом критика на рахунок рейтингових агентств посилилась, у зв'язку з кризою суверенного боргу в ЄС. Зокрема після зниження Moody's рейтингу Португалії до спекулятивного міністр фінансів Німеччини Вольфганг Шойбле заявив, що:
| «Я здивований, цим рішенням агентства,та нерозумію на основі чого була зроблена така оцінка. Ми повинні зруйнувати олігополію рейтингових агентств»[7] Оригінальний текст (англ.) «I cannot understand what this appreciation is based on. We must break the oligopoly of the ratings agencies» |
Після звинувачень чиновниками ЄС провідних агентств в тому що вони заангажовані і працюють проти Європи, ряд ЗМІ у березні 2011 року оголосило, що ЄЦБ має намір створити власне рейтингове агентство, що буде конкурувати з так званою «Великою трійкою» .

## Україна
Діяльність рейтингових агентств в Україні регламентується Законами України «Про державне регулювання ринку цінних паперів в Україні» (448/96-ВР), «Про цінні папери та фондовий ринок» (3480-15). Рейтингові агентства в Україні, можуть бути неуповноваженими та уповноваженими державою на здійснення рейтингових оцінок. Визначає статус агентства, та веде їх реєстр — ДКЦПФР. Уповноважені рейтингові агентства мають керуватися вимогами нормативно-правової бази щодо рейтингування у зв'язку з високим ступенем відповідальності агентств перед інвестиційною спільнотою. Зокрема чітке дотримання агентством «Правил визначення рейтингової оцінки» , інших регуляторних і нормативних актів України, а також міжнародних рекомендацій щодо принципів діяльності та етики поведінки кредитно-рейтингових агентств, наведених у Кодексі IOSCO, Регламенті ЄС № 1060/2009 та інших національних та міжнародних правових документах стосовно рейтингування.
| № | Назва                                         | Штаб-квартира                                  | Свідоцтво про включення до Держ. реєстру       | Сайт                                                                   |
| - | --------------------------------------------- | ---------------------------------------------- | ---------------------------------------------- | ---------------------------------------------------------------------- |
| 1 | ТОВ "Рейтингове агентство "ІВІ—Рейтинг"       | 03680, м. Київ, вул. Антоновича, 172, оф. 1014 | № 3 дата видачі Свідоцтва: 12 квітня 2010 року | www.ibi.com.ua [Архівовано 6 березня 2013 у Wayback Machine.]          |
| 2 | ТОВ "Рейтингове агентство «ЕКСПЕРТ — РЕЙТИНГ» | 04050, м. Київ, вул. Кониського, 82 А          | № 5 дата видачі Свідоцтва: 9 червня 2010 року  | www.expert-rating.com [Архівовано 10 липня 2020 у Wayback Machine.]    |
| 3 | Національне рейтингове агентство Рюрік        | 04053, м. Київ, вул. Січових Стрільців, 52А    | № 4 дата видачі Свідоцтва: 12 квітня 2010 року | www.rurik.com.ua [Архівовано 13 листопада 2011 у Wayback Machine.]     |
| 4 | «Кредит-Рейтинг»                              | 04070 м. Київ вул. Верхній Вал б.72            | № 2 від 19 грудня 2006 року                    | www.credit-rating.ua [Архівовано 10 листопада 2011 у Wayback Machine.] |